# أندري ريفيرا
أندريس فيليبي ريفيرا غاليانو (بالإسبانية: Andrés Felipe Rivera Galeano) المعروف فنيا بالاسم المختصر أندري ريفيرا (28 أكتوبر 1994 في ميديلين، كولومبيا) هو مغني ريغيه تون وهو ابن المغني الشعبي الشهير «جوني ريفيرا» بالإسبانية.

## حياته
ولد أندري في بيريرا بكولومبيا لوالده المغني الشهير «جوني ريفيرا» ووالدته «لوز غاليانو»، وبدأ في صقل موهبته الغنائية منذ سن 12 سنة، حيث كان يستغل أوقات فراغه بالغناء والعزف على البيانو.
نصحه والده مبكرا بأن يصبح مغنيا في المستقبل وأن يهتم بنوع ريغيه تون، وأطلق أول أغنية له بمساعدة صديقه «بيبي كالديرون» وقد عنونها باسم أبحث عنها (بالإسبانية: En Busca Con Ella).
بعد أغنيته رسم الطيور  (بالإسبانية: Pintaron Pajaritos) أصبح يكتسب شهرة وطنية حيث حققت الأغنية 10 ملايين مشاهدة على يوتيوب وانتشرت في دول أمريكا اللاتينية كالأرجنتين، تشيلي، بيرو، فنزويلا، الإكوادور بالإضافة إلى إسبانيا وطبعا في بلده.
في 2014 وعلى الرغم من أن أغانيه لم تعرف نجاحا كبيرا، إلاّ أنه شارك في أغنية باسم لنذهب  (بالإسبانية: Salgamos) مع كل من كيفين رولان ومالوما. والتي عرفت نجاحا كبيرا حيث حققت أكثر من 200 مليون مشاهدة على يوتيوب.

## ديسكوغرافيا

### الألبومات
- 2016: المرحلة الجديدة (بالإسبانية: La Nueva Era (The Mixtape))

## الجوائز والترشيحات

### جوائز نيسترا تيرا
| السنة | الفئة                      | العمل                         | النتيجة |
| ----- | -------------------------- | ----------------------------- | ------- |
| 2013  | أغنية العام الجديدة        | رسم الطيور Pintaron Pajaritos | فوز     |
| 2013  | أغنية العام                | رسم الطيور Pintaron Pajaritos | رُشِّح     |
| 2013  | أغنية العام بتصويت الجمهور | رسم الطيور Pintaron Pajaritos | رُشِّح     |
| 2013  | أفضل مغني جديد             | أندري ريفيرا                  | فوز     |
| 2014  | أغنية العام                | شوكة وردة Espina de Rosa      | رُشِّح     |
| 2014  | أغنية العام بتصويت الجمهور | شوكة وردة Espina de Rosa      | رُشِّح     |